# 504
Évszázadok: 5. század – 6. század – 7. század
Évtizedek: 450-es évek – 460-as évek – 470-es évek – 480-as évek – 490-es évek – 500-as évek – 510-es évek – 520-as évek – 530-as évek – 540-es évek – 550-es évek
Évek: 499 – 500 – 501 – 502 –  503 – 504 – 505 – 506 – 507 – 508 – 509

## Események

### Bizánci Birodalom
- A bizánci-perzsa háborúban a bizánciak fölénybe kerülnek. Továbbra is ostrom alatt tartják Amidát, csapataik feldúlják a perzsiai Arvásztánt és az örmény Arzanénét. A perzsiai szolgálatban lévő keresztény örmények és arabok egy része átáll hozzájuk. Amikor a Kaukázuson át hunok törnek be Örményországba, a perzsák és bizánciak fegyverszünetet kötnek.

### Európa
- Theoderic itáliai király a gepidák ellen küldi hadvezérét, Pitziát, aki elfoglalja Sirmiumot és Singidunumot (ma Belgrád).

## Fordítás
- Ez a szócikk részben vagy egészben  a(z)   504 című angol Wikipédia-szócikk ezen változatának fordításán alapul.  Az eredeti cikk szerkesztőit annak laptörténete sorolja fel. Ez a jelzés csupán a megfogalmazás eredetét és a szerzői jogokat jelzi, nem szolgál a cikkben szereplő információk forrásmegjelöléseként.